# Xylophanes rhodina
Espèce
Xylophanes rhodina est une espèce de lépidoptères de la famille des Sphingidae, de la sous-famille des Macroglossinae, tribu des Macroglossini, sous-tribu des Choerocampina, et du genre Xylophanes.

## Description
L'espèce ressemble à Xylophanes godmani, mais la marge externe de l'aile antérieure est entière et presque droite, l'apex est moins falciforme et le tornus est moins prononcé. L'abdomen a une dispersion de longues écailles gris rosé et une triple ligne dorsale. Le dessus de l'aile antérieure est brun avec des marques brunes plus foncées. La tache discale est petite, noire et a un nuage brun foncé distal qui s'étend longitudinalement à travers l'aile du costa à la ligne submarginale. La ligne post-mediane est droite et fusionne avec la bande longitudinale. Les autres lignes post-medianes sont faibles. La moitié inférieure de la face inférieure de l'aile antérieure et la bande marginale sont uniformément brun pâle, entre lesquelles la zone post-mediane est orange pâle fortement imprégnée de rouge et couverte dans un degré variable de taches marron foncé. La bande médiane est étroite, orange, bordée de brun foncé avec le bord externe deux fois plus large que l'intérieur.

## Biologie
- Les larves se nourrissent sur Psychotria panamensis, Psychotria nervosa et Pavonia guanacastensis.
- Les adultes volent toute l'année.

## Distribution et habitat
Distribution
L'espèce est connue au Panama, et au Costa Rica cette localité est la localité type.

## Systématique
L'espèce Xylophanes rhodina a été décrite par les entomologistes Lionel Walter Rothschild et Karl Jordan, en 1906.